# Финале Купа УЕФА 2000.
Финале Купа УЕФА 2000. је била фудбалска утакмица која се одиграла 17. маја 2000. на стадиону Паркен у Копенхагену у Данској како би се одлучило о победнику Купа УЕФА 1999–2000. У овом сусрету су се сусрели турски Галатасарај и енглески Арсенал и представљале су финалну утакмицу сезоне 1999–2000. Ово је било 29. финале другог највећег европског клупског фудбалског такмичења, Купа УЕФА. Био је то први наступ Галатасараја у финалу неког европског турнира и прво финале Купа УЕФА за Арсенал.
Оба клуба су се такмичила у УЕФА Лиги шампиона 1999–2000, при чему је сваки тим завршио на трећем месту прве групне фазе, Галатасарај у групи Х иза Челсија и Херте БСЦ и Арсенал у групи Б иза Барселоне и Фиорентине, чиме је изашао из такмичења и пласирао се у треће коло Купа УЕФА. Одатле су две стране напредовале кроз четврто коло, четвртфинале и полуфинале да би се пласирале у финале. Галатасарај је на свом путу савладао Болоњу, Борусију Дортмунд, Мајорку и Лидс Јунајтед, док је Арсенал савладао Нант, Депортиво ла Коруњу, Вердер Бремен и Ленс.
На финалној утакмици је присуствовало 38.919 гледалаца, пошто је Галатасарај победио са 4-1 на пенале после продужетака, што је био први пут да турска екипа освоји европску титулу. Такође су освојили троструки трофеј, освојивши и првенство Турске лиге и титулу домаћег купа Турске. Као резултат њиховог тријумфа, Галатасарај је постао први победник Купа УЕФА који се такмичио за УЕФА суперкуп, након распада УЕФА Купа победника купова, а такође се првобитно квалификовао за касније отказано ФИФА Светско првенство за клубове 2001. Финале је било поремећено немирима између присталица две стране.

## Пут до финала
| Галатасарај                       | Галатасарај                       | Галатасарај                       | Галатасарај                       | Коло                     | Арсенал                       | Арсенал                       | Арсенал                       | Арсенал                       |
| --------------------------------- | --------------------------------- | --------------------------------- | --------------------------------- | ------------------------ | ----------------------------- | ----------------------------- | ----------------------------- | ----------------------------- |
| УЕФА Лига шампиона                |                                   |                                   |                                   |                          |                               |                               |                               |                               |
| Противник                         | Скор                              | 1. ута.                           | 2. ута.                           | Квалификације            | Противник                     | Скор                          | 1. ута.                       | 2. ута.                       |
| Рапид Беч                         | 4–0                               | 3–0 (г)                           | 1–0 (д)                           | Треће коло квалификација | Слободан                      | Слободан                      | Слободан                      | Слободан                      |
| Противник                         | Резултат                          | Резултат                          | Резултат                          | Први круг по групама     | Противник                     | Резултат                      | Резултат                      | Резултат                      |
| Херта Берлин                      | 2–2 (д)                           | 2–2 (д)                           | 2–2 (д)                           | Дан утакмице 1           | Фиорентина                    | 0–0 (г)                       | 0–0 (г)                       | 0–0 (г)                       |
| Милан                             | 1–2 (г)                           | 1–2 (г)                           | 1–2 (г)                           | Дан утакмице 2           | АИК                           | 3–1 (д)                       | 3–1 (д)                       | 3–1 (д)                       |
| Челси                             | 0–1 (г)                           | 0–1 (г)                           | 0–1 (г)                           | Дан утакмице 3           | Барселона                     | 1–1 (г)                       | 1–1 (г)                       | 1–1 (г)                       |
| Челси                             | 0–5 (д)                           | 0–5 (д)                           | 0–5 (д)                           | Дан утакмице 4           | Барселона                     | 2–4 (д)                       | 2–4 (д)                       | 2–4 (д)                       |
| Херта Берлин                      | 4–1 (г)                           | 4–1 (г)                           | 4–1 (г)                           | Дан утакмице 5           | Фиорентина                    | 0–1 (д)                       | 0–1 (д)                       | 0–1 (д)                       |
| Милан                             | 3–2 (д)                           | 3–2 (д)                           | 3–2 (д)                           | Дан утакмице 6           | АИК                           | 3–2 (г)                       | 3–2 (г)                       | 3–2 (г)                       |
| Група Х треће место (Галатасарај) | Група Х треће место (Галатасарај) | Група Х треће место (Галатасарај) | Група Х треће место (Галатасарај) | Позиција у групи         | Група Б треће место (Арсенал) | Група Б треће место (Арсенал) | Група Б треће место (Арсенал) | Група Б треће место (Арсенал) |
| УЕФА Лига Европе                  |                                   |                                   |                                   |                          |                               |                               |                               |                               |
| Противник                         | Скор                              | 1. ута.                           | 2. ута.                           |                          | Противник                     | Скор                          | 1. ута.                       | 2. ута.                       |
| Болоња                            | 3–2                               | 1–1 (г)                           | 2–1 (д)                           | Треће коло               | Нант                          | 6–3                           | 3–0 (д)                       | 3–3 (г)                       |
| Борусија Дортмунд                 | 2–0                               | 2–0 (г)                           | 0–0 (д)                           | Четврто коло             | Депортиво Коруња              | 6–3                           | 5–1 (д)                       | 1–2 (г)                       |
| Мајорка                           | 6–2                               | 4–1 (г)                           | 2–1 (д)                           | Четвртфинале             | Вердер Бремен                 | 6–2                           | 2–0 (д)                       | 4–2 (г)                       |
| Лидс јунајтед                     | 4–2                               | 2–0 (д)                           | 2–2 (г)                           | Полуфинале               | Ленс                          | 3–1                           | 1–0 (д)                       | 2–1 (г)                       |

## Утакмица

### Детаљи
| Галатасарај                        | 0 – 0 (прод)         | Арсенал                   |
| ---------------------------------- | -------------------- | ------------------------- |
| · Пенбе · Шукур · Давала · Попеску | Извештај 4 – 1 (пен) | · Шукер · Парлор · Вијера |

| Галатасарај | Аесенал |

| GK               | 1  | Клаудио Тафарел    |      |     |
| RB               | 35 | Капоне             | 71’  |     |
| CB               | 4  | Георге Попеску     | 63’  |     |
| CB               | 3  | Булент Коркмаз (c) | 18’  |     |
| LB               | 67 | Ергун Пенбе        |      |     |
| RM               | 7  | Окан Бурук         | 12’  | 83’ |
| CM               | 22 | Умит Давала        |      |     |
| CM               | 8  | Суат Каја          |      | 95’ |
| LM               | 10 | Георге Хађи        | 94’  |     |
| CF               | 6  | Ариф Ердем         | 48’  | 95’ |
| CF               | 9  | Хакан Шукур        |      |     |
| Резервни играчи: |    |                    |      |     |
| GK               | 30 | Керем Инан         |      |     |
| DF               | 14 | Фатиф Акјел        |      |     |
| DF               | 33 | Хакан Унсал        |      | 83’ |
| MF               | 16 | Ахмет Јилдирим     |      | 95’ |
| MF               | 18 | Мехмет Јозгатли    |      |     |
| FW               | 23 | Хасан Шаш          | 119’ | 95’ |
| FW               | 36 | Марсио Миширика    |      |     |
| Менаџер:         |    |                    |      |     |
| Фатих Терим      |    |                    |      |     |

| GK               | 1  | Дејвид Симан      |     |      |
| RB               | 2  | Ли Диксон         |     |      |
| CB               | 6  | Тони Адамс (c)    | 94’ |      |
| CB               | 5  | Мартин Кион       | 40’ |      |
| LB               | 16 | Силвињо           |     |      |
| RM               | 15 | Реј Парлор        |     |      |
| CM               | 17 | Емануел Пети      |     |      |
| CM               | 4  | Патрик Вијера     | 23’ |      |
| LM               | 11 | Марк Овермарс     |     | 115’ |
| CF               | 14 | Тјери Анри        |     |      |
| CF               | 10 | Денис Бергкамп    |     | 75’  |
| Резервни играчи: |    |                   |     |      |
| GK               | 24 | Јован Лукић       |     |      |
| DF               | 3  | Најџел Винтерберн |     |      |
| DF               | 22 | Олег Лужњи        |     |      |
| MF               | 18 | Жил Гриманди      |     |      |
| MF               | 19 | Штефан Малц       |     |      |
| FW               | 9  | Давор Шукер       |     | 115’ |
| FW               | 25 | Нванкво Кану      |     | 75’  |
| Менаџер:         |    |                   |     |      |
| Арсен Венгер     |    |                   |     |      |

| Играч утакмице: Клаудио Тафарел (Галатасарај) Помоћне судије: Фернандо Тресако Грасиа (Шпанија) Викториано Хиралдез Караско (Шпанија) Четврти судија: Артуро Дауден Ибањез (Шпанија) | Правила - Игра се 90 минута - У случају нерешеног играју се продужици 30 минута - Приступа се извођењу једанаестераца ако је резултат и даље изједначен - Седам именованих резервних играча - Максимално три замене |

| Освајач Купа УЕФА 1999/00. |
| -------------------------- |
| ФК Галатасарај 1. трофеј   |